# ماراتية
الماراتية أو سرخسية البطاطا (الاسم العلمي: Marattiaceae) هي فصيلة من السراخس تتبع رتبة الماراتيات من طائفة الماراتياناوت.

## أجناس
- الماراتة